# 島津義弘
島津 義弘（しまづ よしひろ）は、戦国時代から安土桃山時代にかけての薩摩国の武将、大名。戦国大名の島津義久の弟で、島津氏第17代当主（後述）。島津氏18代当主・島津忠恒（のち家久に改名）の父。後に剃髪して惟新斎と号したため、惟新公（）との敬称でも呼ばれた。薩摩藩祖。

## 生涯

### 黎明期
天文4年7月23日（1535年8月21日）、第15代当主・島津貴久の次男として伊作城（現在の日置市）に生まれる。はじめ忠平と称したが、のちに室町幕府第15代将軍・足利義昭から偏諱を賜って義珍（よしたか）と改め、さらに義弘と改めた。
天文23年（1554年）、父と共に大隅国西部の祁答院良重・入来院重嗣・蒲生範清・菱刈重豊などの連合軍と岩剣城にて戦い、初陣を飾る。弘治3年（1557年）、大隅国の蒲生氏を攻めた際に初めて敵の首級を挙げた。だがこの時、義弘も5本の矢を受け重傷を負った。
永禄3年3月19日（1560年4月24日）、日向国の伊東義祐の攻撃に困惑する飫肥の島津忠親を救う意味で、その養子となって飫肥城に入った。しかし永禄5年（1562年）、薩摩国の本家が肝付氏の激しい攻撃にさらされるようになると帰還せざるをえなくなり、義弘不在の飫肥城は陥落、養子縁組も白紙となった。
北原氏の領地が伊東義祐に奪われたため島津氏はそれを取り返すために助力したが、北原氏内部での離反者が相次いだため義弘が真幸院を任されることとなり、これ以降は飯野城を居城とすることになる。
永禄9年（1566年）、伊東義祐が飯野城攻略のために三ツ山城を建設中と聞き及ぶと、兄・義久、弟・歳久と共にこの完成前に攻め落とそうとするが、城は落とせずまた伊東の援軍と挟み撃ちにあい、義弘も重傷を負って撤退を余儀なくされた。

### 勢力拡大
義久が家督を継ぐと兄を補佐し、元亀3年（1572年）、木崎原の戦いでは伊東義祐が3,000の大軍を率いて攻めてきたのに対して300の寡兵で奇襲、これを打ち破るなど勇猛ぶりを発揮して島津氏の勢力拡大に貢献した。
天正5年（1577年）には伊東義祐を日向から追放、天正6年（1578年）の耳川の戦いにも参加して豊後国から遠征してきた大友氏を破る武功を挙げている。天正9年（1581年）に帰順した相良氏に代わり、天正13年（1585年）には肥後国の守護代として八代に入って阿蘇氏を攻めて降伏させるなど、兄に代わって島津軍の総大将として指揮を執り武功を挙げることも多かった。天正14年（1586年）には豊後の大友領に侵攻したが、志賀親次など大友方の城主の抵抗に合い、思うように進まなかった。
天正15年（1587年）、大友氏の援軍要請を受けた豊臣秀吉の九州平定軍と日向根白坂で戦う（根白坂の戦い）。このとき義弘は自ら抜刀して敵軍に斬り込むほどの奮戦ぶりを示したというが、島津軍は兵力で豊臣軍に及ばず劣勢であり結局敗北する。その後の5月8日（6月13日）に義久が降伏した後も義弘は徹底抗戦を主張したが、5月22日（6月27日）に兄の懸命な説得により、子の久保を人質として差し出すことを決めて高野山の木食応其の仲介のもと降伏した。このとき秀吉から大隅国を所領安堵されている。また、久保に日向諸県郡のうち、飯野城がある真幸院を安堵することになったが、その後の島津氏側の巻き返しで義弘に真幸院を含めた諸県郡の大半が安堵される形となった。
なお、この際に義久から家督を譲られ島津氏の第17代当主になったとされているが、正式に家督相続がなされた事実は確認できず、義久はその後も島津氏の政治・軍事の実権を掌握しているため、恐らくは形式的な家督譲渡であったものと推測されている。また、秀吉やその側近が島津氏の勢力を分裂させる目的で、義久ではなく弟の義弘を当主として扱ったという説もある。
天正16年（1588年）に上洛した義弘に羽柴の名字と豊臣の本姓が下賜され従五位下侍従に叙任された。以降、羽柴兵庫頭豊臣義弘（後に出家し羽柴兵庫入道）となる。一方、義久には羽柴の名字のみが下賜された。

### 豊臣政権下
その後は豊臣政権に対して協力的で、天正20年（1592年）からの文禄の役、慶長2年（1597年）からの慶長の役のいずれも朝鮮へ渡海して参戦している。
文禄の役では四番隊に所属し1万人の軍役を命ぜられたが、旧態依然とした国元の体制や梅北一揆により、豊臣体制下では生存条件とも成る軍役動員がはかどらなかった。
義弘は軍役を果たすため、大隅国栗野の居城を23騎で出立し、肥前国名護屋に期日までに着到したが、国許の義久らから送られてくるはずの軍勢・軍船が延引した。そのため、義弘は書状に「龍伯様のおんため、御家のおんためと存し、身命を捨てて名護屋へ予定通り参ったのに、船が延引したため、日本一の大遅陣となってしまい、自他の面目を失ってしまった……無念千万である」と書くほど、島津の軍勢は遅陣となった。
その後、島津の軍勢は四番隊を率いる毛利吉成の後を追って江原道に展開した。また、和平交渉中の文禄2年（1593年）9月、朝鮮滞陣中に嫡男の久保を病気で失っている。
慶長の役では慶長2年（1597年）7月、藤堂高虎らの水軍と連携して朝鮮水軍を挟み撃ちにし、敵将・元均を討ち取った（漆川梁海戦）。8月には南原城の戦いに参加して諸将との全州会議に参加した後、忠清道の扶余まで一旦北上してから井邑経由で全羅道の海南まで南下した。その後、10月末より泗川の守備についた。
慶長3年（1598年）9月からの泗川の戦いでは、董一元率いる明・朝鮮の大軍（島津報告20万人、『宣祖実録』十月十二日条 中路明軍2万6,800人及び朝鮮軍2,215人の計2万9,015人）を7,000人の寡兵で打ち破り、島津家文書『征韓録』では敵兵3万8,717人を討ち取った記載がある。これは朝鮮側史料の参戦数と照らし合わせれば、夫役に動員された明・朝鮮側の非戦闘員を含めるとしても誇張・誤認の可能性はあるが、徳川家康もこの戦果を「前代未聞の大勝利」と評した。島津側の数字を採用するなら、寡兵が大軍を破った例として類例のない勝利であり、この評判は義弘自身や島津家の軍事能力に伝説性を与え、関ヶ原の戦い、ひいては幕末にまで心理的影響を与えていくことにもなった。
朝鮮からの撤退が決定し、朝鮮の役における最後の海戦となった11月の露梁海戦では、立花宗茂らともに順天城に孤立した小西行長軍救出のために出撃するが、明・朝鮮水軍の待ち伏せによって後退した。しかし明水軍の副将・鄧子龍や朝鮮水軍の主将・李舜臣を戦死させるなどの戦果を上げた。またこの海戦が生起したことで海上封鎖が解けたため、小西軍は退却に成功しており、日本側の作戦目的は達成されている。これら朝鮮での功により島津家は加増を受けた。
日本側の記録によれば、朝鮮の役で義弘は「鬼石曼子（グイシーマンズ）」と朝鮮・明軍から恐れられていたとされている。

### 関ヶ原の戦い
慶長3年（1598年）の秀吉死後、慶長4年（1599年）には義弘の子・忠恒によって家老の伊集院忠棟が殺害され忠棟の嫡男・伊集院忠真が反乱を起こす（庄内の乱）などの御家騒動が起こる。この頃の島津氏内部では、薩摩本国の反豊臣的な兄・義久と、親豊臣あるいは中立に立つ義弘の間で、家臣団の分裂ないし分離の形がみられる。義弘に本国の島津軍を動かす決定権がなく、関ヶ原の戦い前後で義弘が率いたのは大坂にあった少数の兵だけであった。
そのため、義弘はこの時、参勤で上京していた甥の島津豊久らと合流し、豊久が国許に要請した軍勢などを指揮下に組み入れた。
慶長5年（1600年）、徳川家康が上杉景勝を討つために軍を起こすと（会津征伐）、義弘は家康から援軍要請を受けて1,000の軍勢を率い、家康の家臣である鳥居元忠が籠城する伏見城の援軍に馳せ参じた。しかし元忠が家康から義弘に援軍要請したことを聞いていないとして入城を拒否したため、西軍総勢4万人の中で孤立した義弘は当初の意志を翻して西軍への参戦を決意した（『島津家代々軍記』）。
しかしながら、これは幕藩体制後の記録であり、実際は家康が上杉征伐のために出陣し、上杉征伐を行おうとしていた慶長5年（1600年）の7月15日に、義弘は上杉景勝に対して「毛利輝元・宇喜多秀家・前田玄以・増田長盛・長束正家・小西行長・大谷吉継・石田三成らが『秀頼様御為』であるので上杉景勝に味方する。そして、それに私も加わる。仔細は石田三成より連絡があると存します」という書状を送っており、この頃には、すでに西軍の首謀者の一人として、毛利・石田らと共に、反家康の動きに参加していた。
伏見城攻めで奮戦し、討死・負傷者を出した後、濃州垂井の陣所まで進出した義弘が率いていた兵数は、1000人ほどであった。そして、この時に、義弘が国許の家老の本田正親に宛てた書状で援軍を求めた結果、新納旅庵・伊勢貞成・相良長泰・大田忠綱・後醍院宗重・長寿院盛淳らを始めとした譜代衆と有志・志願者の390人ほどの兵が国許から上京し、合流した。
石田三成ら西軍首脳は、わずかな手勢であったことからか義弘の存在を軽視。美濃墨俣での撤退において前線に展開していた島津隊を見捨てたり、9月14日（10月20日）の作戦会議で義弘が主張した夜襲策が採用されなかったりするなど、義弘が戦意を失うようなことが続いたと言われているが、これは後世に書かれた『落穂集』という二次的な編纂物にしか記載されておらず、また島津方の史料にも夜討ちに関する記事がほとんど見えないことから、この逸話は史実だと断じることはできない。関ケ原直前には、黒田長政も義弘に調略の書状を送っている。その内容は婚姻関係を結ぶなど家康の計略と同じであった。

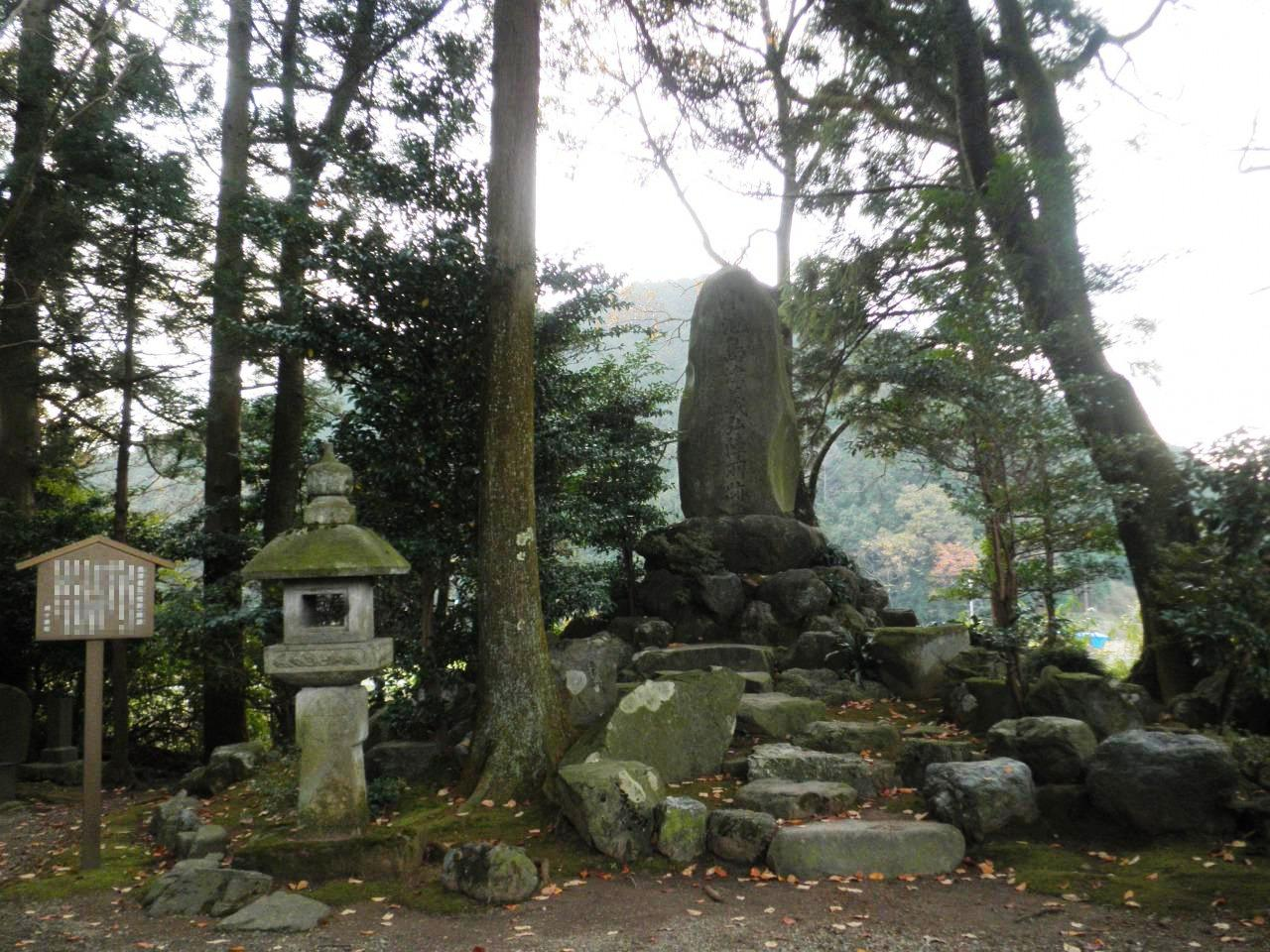
関ヶ原の戦いの島津義弘陣跡（岐阜県不破郡関ケ原町）

9月15日（10月21日）の関ヶ原の戦いでは、参陣こそしたものの、戦場で兵を動かそうとはしなかった（一説にはこの時の島津隊は3,000余で、松平・井伊隊と交戦していたとする説もある）。三成の家臣・八十島助左衛門が三成の使者として義弘に援軍を要請したが、「陪臣の八十島が下馬せず救援を依頼した」ため、義弘や甥の島津豊久は無礼であると激怒して追い返し、もはや戦う気を失ったともされている。
関ヶ原の戦いが始まってから数時間、東軍と西軍の間で一進一退の攻防が続いた。しかし14時頃、小早川秀秋の寝返りにより、西軍の石田三成隊や小西行長隊、宇喜多秀家隊らが総崩れとなり敗走を始めた。その結果、この時点で300人（1,000人という説もあり）まで減っていた島津隊は退路を遮断され敵中に孤立することになってしまった。この時、義弘は覚悟を決めて切腹しようとしていたが、豊久の説得を受けて翻意し、敗走する宇喜多隊や小西隊の残兵が島津隊内に入り込もうとするのを銃口を向けて追い払い自軍の秩序を守る一方で、正面の伊勢街道からの撤退を目指して前方の敵の大軍の中を突破することを決意する。島津軍は先陣を豊久、右備を山田有栄、本陣を義弘という陣立で突撃を開始した。その際、旗指物、合印などを捨てて決死の覚悟を決意した。
島津隊は東軍の前衛部隊である福島正則隊を突破する。このとき正則は島津軍に逆らう愚を悟って無理な追走を家臣に禁じたが、福島正之は追撃して豊久と戦闘を繰り広げた。その後、島津軍は家康の本陣に迫ったところで転進、伊勢街道を南下した。この撤退劇に対して井伊直政、本多忠勝、松平忠吉らが追撃したが、追撃隊の大将だった直政は重傷を負い忠吉も負傷した。
しかし、戦場から離脱しようとする島津軍を徳川軍は追撃し続けた。
このとき島津軍は捨て奸と言われる、何人かずつが留まって死ぬまで敵の足止めをし、それが全滅するとまた新しい足止め隊を残すという戦法を用いた。その結果、甥・豊久や義弘の家老・長寿院盛淳らが義弘の身代わりとなり多くの将兵も犠牲になったが、後に「小返しの五本鑓」と称される者たちの奮戦もあり、井伊直政や松平忠吉の負傷によって東軍の追撃の速度が緩んだことや、家康から追撃中止の命が出されたこともあって、義弘自身は敵中突破に成功した。義弘主従は、大和三輪山平等寺に逃げ込んで11月28日まで70日間滞在し無事帰国した。無一文であった義弘主従は平等寺社侶たちからの援助によって難波の港より薩摩へと帰還する。その際に義弘は摂津国住吉に逃れていた妻を救出し、立花宗茂らと合流、共に海路から薩摩に帰還したという。その際、4隻の船で進んだが、義弘が乗る以外の3隻が黒田如水配下の村上水軍勢に遭遇、内1隻は義弘の妻が乗っていたため先に逃がし、2隻が戦い、10時間ほどの戦闘の結果、2隻は焙烙玉で焼かれて沈んだという。生きて薩摩に戻ったのは、300人のうち80数名だったといわれる。また、その一方で川上忠兄を家康の陣に、伊勢貞成を長束正家の陣に派遣し撤退の挨拶を行わせている。この退却戦は「島津の退き口」と呼ばれている。

### 島津家の存続
薩摩に戻った義弘は、徳川に対する武備を図る姿勢を取って国境を固める一方で徳川との和平交渉にあたった。ここで義弘は、和平交渉の仲介を関ヶ原で重傷を負わせた井伊直政に依頼した。直政は徳川・島津の講和のために奔走している。また福島正則の尽力もあったとも言われる。また一方で近衛前久が家康と親しい間柄ということもあり、両者の仲介に当たったといわれる。
慶長5年9月30日（1600年11月5日）、当主出頭要請を拒み軍備を増強し続ける島津家の態度に、怒った家康は九州諸大名に島津討伐軍を号令した。黒田、加藤、鍋島勢を加えた3万の軍勢を島津討伐に向かわせるが、家康は攻撃を命令できず膠着した状態が続いた。関ヶ原に主力を送らなかった島津家には1万を越す兵力が健在であり、もしここで長期戦になって苦戦するようなことがあれば家康に不満を持つ外様大名が再び反旗を翻す恐れがあった。そのため、徳川家は交渉で決着をつけようと島津家に圧力をかけていた最中、薩摩沖で幕府が国家運営で行っていた明との貿易船2隻が襲われ沈められるという事件が起きてしまう。この事件の黒幕は島津家とされており、もし武力で島津家を潰せば旧臣や敗残兵が海賊集団を結成し、貿易による経済的基盤の脅威になるという、いわば徳川家に対する脅しをかけたとされる。こうした事態から家康は態度を軟化せざるを得ず11月12日（12月17日）、島津討伐軍に撤退を命令した。そして、慶長7年（1602年）に家康は島津本領安堵を決定する。すなわち、「義弘の行動は個人行動であり、当主の義久および一族は承認していないから島津家そのものに処分はしない」また、義弘の処遇も「わし（家康）と義久は仲がいいので義弘の咎めは無しとする」と嘯いた。こうして島津氏に対する本領の安堵、忠恒への家督譲渡が無事承認された（異説あり）。

### 晩年
その後、大隅の加治木に隠居した。隠居後は若者たちの教育に力を注ぎ、元和5年7月21日（1619年8月30日）に同地で死去。享年85（満83歳没）。このとき、義弘の後を追って13名の家臣が殉死している。
辞世の歌として、
- 「天地（あめつち）の 開けぬ先の 我なれば 生くるにもなし 死するにもなし」
- 「春秋（しゅんじゅう）の 花も紅葉も 留まらず 人も空しき 関路なりけり」

の2首が伝わっている。
大正7年（1918年）8月23日、大正天皇が特旨をもって義弘に正三位を追贈した。

## 墓所・霊廟・銅像

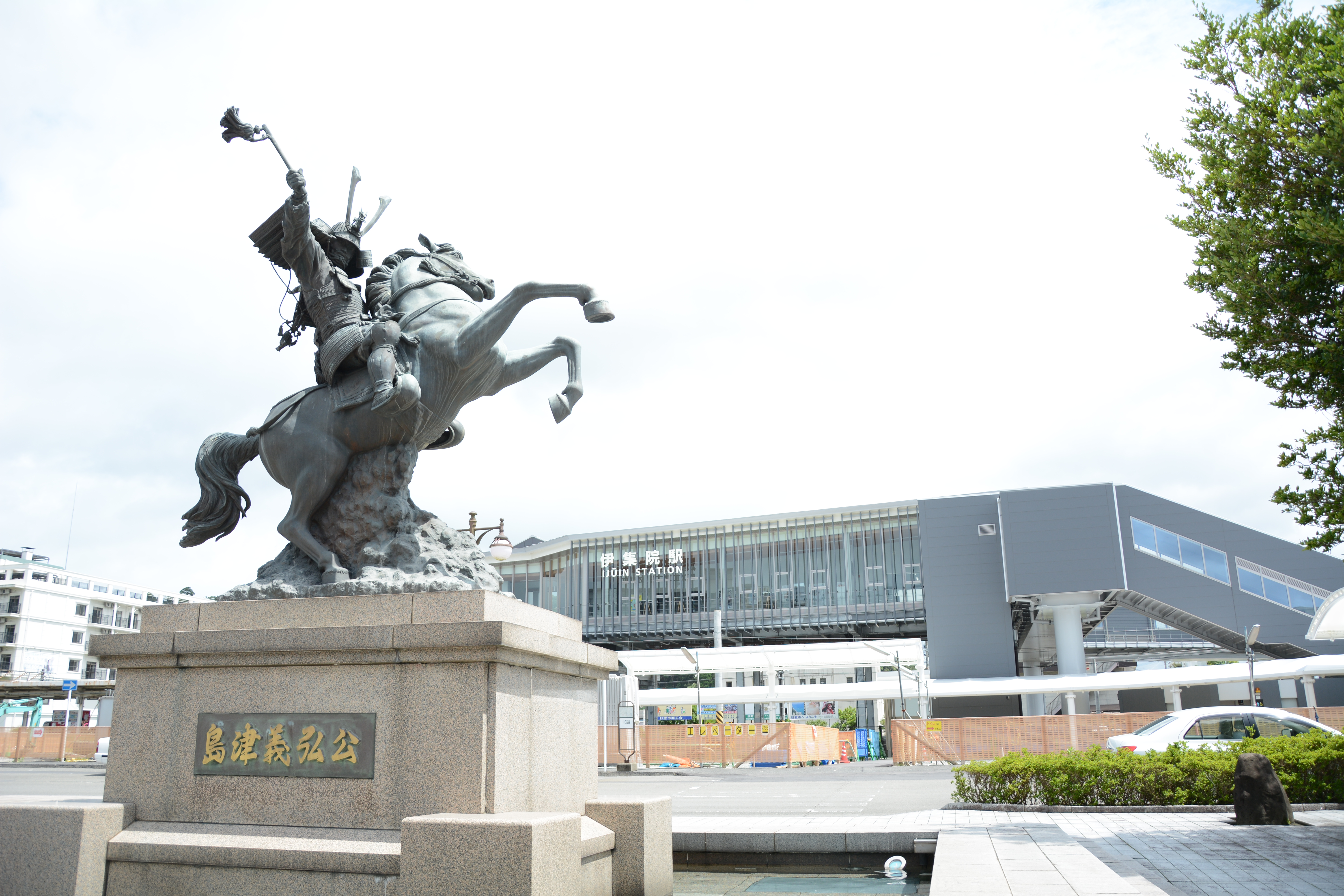
島津義弘公騎馬像（伊集院駅）

- 墓所は長谷場御墓（福昌寺跡）にあり、位牌は日置市の妙円寺にある。鶴嶺神社、徳重神社、精矛神社に祭られている。
- JR九州伊集院駅前には、彫刻家の中村晋也が制作して昭和63年（1988年）10月に建立された、勇ましく馬にまたがる義弘の銅像がある。関ヶ原でまさに敵中突破をする瞬間をイメージした銅像といわれている。
- 平成30年（2018年）3月4日、道の駅えびのに采配を振る義弘の立像が建立された[12]。
- 他にも木崎原古戦場跡（えびの市）、勝栗神社（湧水町）などに歌碑がある。

## 人物・逸話

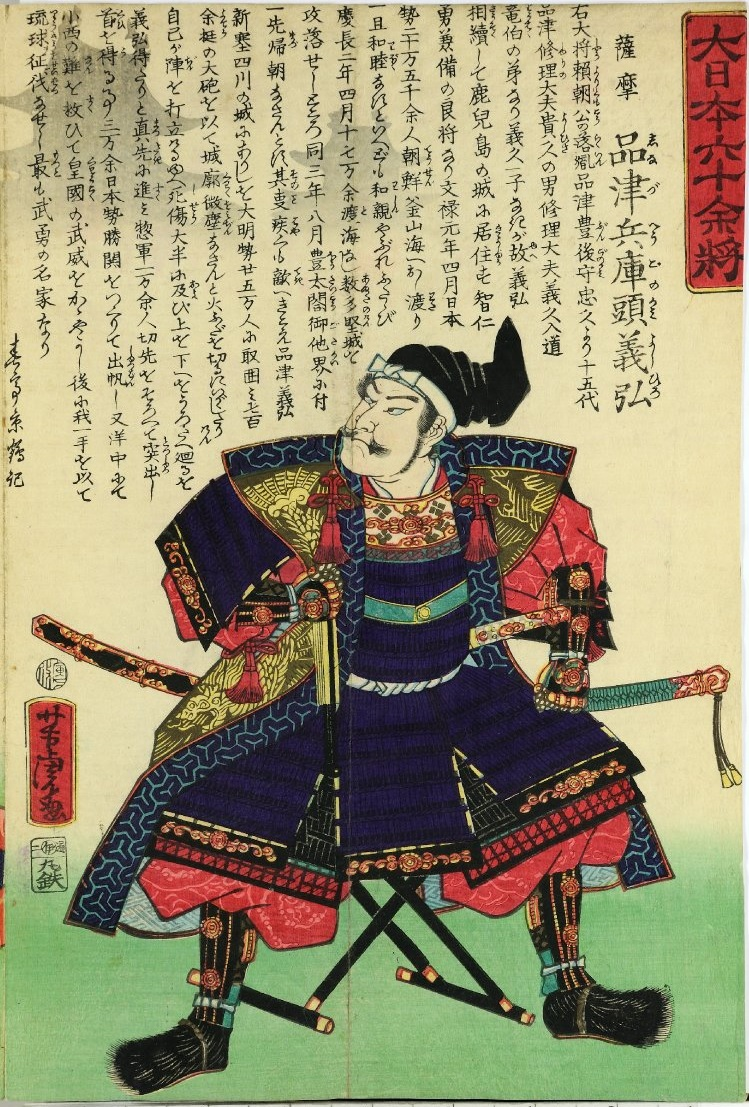
歌川芳虎「大日本六十余将」より『薩摩品津兵庫守義弘』

- 家康だけでなく秀吉も島津氏を恐れ、その弱体化を図るために義弘を優遇して逆に兄の義久を冷遇する事で兄弟の対立を煽ろうとしたが、島津四兄弟（義久、義弘、歳久、家久）の結束は固く、微塵も互いを疑うことは無かった。この流れで義弘を17代目当主という見方が出来たとされるが、義弘は「予、辱くも義久公の舎弟となりて（『惟新公御自記』）」と義久を敬うこと終生変わらなかった。しかし、『樺山紹劔自記』では「弟・家久の戦功を妬む様は総大将に相応しい振る舞いではない」と人間くさい一面も紹介されている。
- 敵に対しても情け深く、朝鮮の役の後には敵味方将兵の供養塔を高野山に建設している。
- 祖父・島津忠良から「雄武英略をもって他に傑出する」と評されるほどの猛将だった。
- 許三官仕込みの医術や茶の湯、学問にも秀でた才能を持つ文化人でもあった。また、家臣を大切にしていたので多くの家臣から慕われ、死後には殉死禁止令下であったにもかかわらず13名の殉死者も出すに至っている。
- 義弘は主従分け隔てなく、兵卒と一緒になって囲炉裏で暖をとったりもしていた。このような兵卒への気配りもあってか、朝鮮の役では日本軍の凍死者が続出していたが島津軍には一人も出なかった[10]。
- 義弘は家臣らに子が生まれ、生後30余日を過ぎると父母共々館に招き入れて、その子を自身の膝に抱くと「子は宝なり」とその誕生を祝した[10]。また元服した者の初御目見えの際、その父親が手柄のある者であれば「お主は父に似ているので、父に劣らない働きをするだろう」と言い、父に手柄のない者には「お主の父は運悪く手柄と言えるものはなかったが、お主は父に勝るように見えるから手柄をたてるのだぞ」と一人一人に声を掛けて励ましている[13]。
- 三ツ山城を攻めたときに重創を負いその湯治場として吉田温泉（えびの市）を利用して以来、島津家の湯治場として度々利用していたが、自身のみならず家臣らにも利用させた。
- 九州平定後、義弘が秀吉から拝領した播磨国の領地を管理する際、現地で井上惣兵衛尉茂一という人物が検地などで義弘に協力した。そのお礼として、義弘は井上に島津姓と家紋を授けた。この井上が、島津製作所の創始者・初代・島津源蔵の祖先であると島津製作所の歴史に記されている[14]。
- 秀吉への降伏の際に島津家は本拠である薩摩一国以外の領土を全て奪われることを覚悟していたが、秀吉方の使者として交渉にあたった石田三成の取りなしにより大隅一国と日向の一部が島津領として残った。この事から義弘は三成に対して深く感謝し、その後も深い交誼があったため関ヶ原の戦いにおいて島津家中において東軍参加を主張するものが主流派であったが義弘は自身の三成に対する恩義と親交を理由に西軍に積極的に参加したとも言われており、最初は東軍に参加するつもりで軍を出していたという説は江戸時代に島津家が徳川将軍家に臣従していくにあたって創作されたものであるともいわれる。
- 愛妻家であり、家庭を大事にする人情味溢れる性格だったといわれている。朝鮮在陣中に妻に送った手紙の中に、「3年も朝鮮の陣中で苦労してきたのも、島津の家や子供たちのためを思えばこそだ。だが、もし自分が死んでしまったら子供たちはどうなるだろうと思うと涙が止まらない。お前には多くの子供がいるのだから、私が死んでも子供たちのためにも強く生きてほしい。そうしてくれることが、1万部のお経を詠んでくれるより嬉しい」という内容のものがあり、義弘の家族を心から愛する人となりが窺える。
- 武勇と実直な人柄から、福島正則ら武闘派の武将たちに大いに尊敬されていたようである。そのため、関ヶ原の撤退戦においても松平忠吉や井伊直政ら徳川譜代のみが追撃を行い直政自身が深手を負う結果に繋がった。
- 若い時の義弘は特に血気盛んだったようである。弘治3年（1557年）の蒲生城攻めの際、23歳の義弘は真っ先に攻め入って一騎討ちを制したり自らの鎧の5ヶ所に矢を受けて重傷を負ったりしたほどの決死の勇戦を見せたという。また、木崎原の戦いにおいて、日州一の槍突きとうたわれた柚木崎正家を討ち取っている。
- 慶長4年（1599年）、剃髪・入道し惟新斎と号したがこれは祖父・忠良の号・日新斎にあやかったものである。
- 木崎原の戦いにおいて伊東祐信、柚木崎正家との戦いの折に愛馬が膝を突き曲げて敵の攻撃をかわし義弘の命を救っている。この馬は後に「膝突栗毛（膝跪騂）」と呼ばれ義弘の主要な合戦にのみ従軍するようになり、人間の年齢にして83歳まで生きた。姶良市に墓と墓碑が建てられている。
- 慶長の役の際、義弘は正確な時を知るために7匹の猫を戦場に連れて行ったという逸話がある。猫の目の明るい所では細くなり、暗い所では丸くなる特性から、時刻を読みとったとされ7匹のうち2匹が日本に生還した。この2匹を祀った神社が鹿児島の仙厳園にある「猫神神社」である[15]。
- 晩年は体の衰えが顕著になり、1人で立ち歩き、食事を摂ることも不可能になっていた。それを見かねた家臣が昼食を摂る際、「殿、戦でございます」と告げると城外で兵たちの鬨の声が聞こえてきた。それを聴いた義弘の目は大きく見開き、1人で普段からは考えられないほどの量の食事を平らげたという。
- 関ヶ原で敵中突破をした後、生き残った家臣らは義弘に薩摩への早期帰還を勧めた。しかし義弘は大坂で人質になっている妻子らを救出するため、「大坂城で人質になっている者を捨て、どの面下げて国に帰ることができようか」と述べ、妻子の救出に向かったという（『惟新公関原御合戦記』）。
- 義弘の肝の太さを示す逸話がある。義弘の小姓らが主君の不在をいいことに囲炉裏端で火箸を火の中で焼いて遊んでいた。そこに義弘がやってきたので、小姓らは慌てて火箸を灰の中に取り落とした。それを見て義弘は素手で囲炉裏に落ちていた火箸を拾い、顔色一つ変えず静かに灰の中に突き立てた。後で家臣が「ご無事でございますか？」と尋ねると「大事ない。まったく小姓どもは悪さばかりして手を焼かせおるわい」と笑って返した。家臣が義弘の手を見ると、その掌が真っ赤に焼きぶくれていたという（『武功雑記』）。なお、同じ内容の逸話が加藤嘉明にも存在するため、島津家か加藤家のどちらかが模倣した可能性が高い。
- 戦陣医術に詳しく、『上井覚兼日記』によると天正12年（1584年）10月1日から7日までの一週間にかけて、島津忠長と上井覚兼に対して金瘡医術の伝授を行い、秘伝の医書を与えている。金瘡医術とは戦傷全般とこれに付随する病気、およびこれから派生する婦人病を扱った医術のことである[16]。
- 茶の湯を千利休、古田織部に学んだ茶人でもあり、茶書『惟新様より利休え御尋之条書』や織部から薩摩焼の茶入の指導を受けた書状が残る。

## 「島津家17代目当主」
義弘を第17代当主とする史料の初出は、幕末に編纂された『島津氏正統系図』と考えられている。これ以降、島津家の系図はこれを基に作られ「義弘＝17代当主」という認識が定着していった。また秀吉の九州征伐後、蔵入地として義久には大隅を、義弘には島津の本拠地である薩摩をそれぞれ宛がったことも義弘が当主であるという認識を補強する材料となった。
しかし1980年代に入ってから、島津家当主の証しである「御重物」の研究が西本誠司によって進み、当主の地位が義久から忠恒に直接譲られていることが判明すると、義弘は17代当主ではなかったという学説が山口研一や福島金治ら多くの研究者に支持されるようになった。また、2004年（平成18年）に尚古集成館文化財課長で鹿児島大学法文学部非常勤講師の松尾千歳も義弘は当主ではないとする論文を発表した。
なお、島津宗家や、島津家関連の物品を所蔵・研究・展示している尚古集成館では系図重視の観点から現在も義弘を17代当主としている。
ちなみに伊達氏からの養子の国分盛氏を国分氏を当主でなく「代官」として迎えたり、多賀谷氏から亀田藩主岩城氏を継いだ岩城宣隆や中継ぎで佐土原藩主となった島津久寿を「番代」として当主に数えない事例があり、戦国時代から江戸初期において、他家においても豊州島津家への養子入り経験がある義弘と似た事例が存在する。

## 官歴
- 年不明、兵庫頭
- 天正14年（1586年）8月17日、将軍・足利義昭の一字を賜り、忠平→義珍と名乗る。
- 天正15年（1587年）8月、義珍→義弘と改名。
- 天正16年（1588年）6月4日、侍従、同月15日 従五位下。
- 慶長4年（1599年）1月9日、従四位下、参議・左近衛権少将。同年、惟新と号す。
- 大正7年（1918年）8月23日、贈正三位。

## 妻子
- 義弘には5男2女がいたが、家久以外の男子4人は早世している。
- 正室：北郷忠孝の娘
  - 娘：お屋地（北郷相久室、島津朝久室）[1]〔母：北郷忠孝の娘〕
- 継室：亀徳（相良晴広の娘、後に上村長陸室）
- 継々室：実窓夫人（広瀬夫人、宰相夫人とも、園田実明の娘）
  - 長男：鶴寿丸（永禄12年（1569年） - 天正4年11月22日（1576年12月12日））〔母：実窓夫人〕
日向国加久藤城にて出生、同城にて早世。墓も加久藤城内に建てられている。
  - 次男：島津久保（天正元年（1573年） - 文禄2年9月8日（1593年10月2日））〔母：実窓夫人〕
幼名：万寿丸。通称：又一郎。 朝鮮国唐島にて病死。
  - 三男：島津家久（忠恒）（天正4年11月7日（1576年11月27日） - 寛永15年2月23日（1638年4月7日））〔母：実窓夫人〕
幼名：米菊丸。 通称：又八郎。島津家当主、初代薩摩藩主。
  - 四男：万千代丸（天正8年（1580年） - 天正16年2月23日（1588年3月20日））〔母：実窓夫人〕
喜入季久の嫡男・久道への養子縁組が決まっていたが、泉州堺にて早世。法名は湖月宗江。飯野（現・宮崎県えびの市）の長善寺門前にあった竜昌院に祀られるが、竜昌院はこれ以後、万千代丸の法号にちなみ宗江院と名を改める[22]。
  - 五男：島津忠清（天正10年（1582年） - 文禄4年7月4日（1595年8月9日））〔母：実窓夫人〕
幼名：長満丸。通称：久四郎。佐志島津家初代当主。文禄2年（1593年）6月23日に上洛したとの記録があるが、その2年後に享年14で病死。法名は蘭桂純香大禅定門。栗野（現・鹿児島県姶良郡）の徳光寺に葬られた。兄・久保に次いでわが子を四人も亡くした義弘夫人の嘆きは尋常ではなく、夫人の嘆き悲しむ姿に、お側小姓の松下源次郎が切腹で殉死している。享年15。忠清と源次郎の墓は、松尾城（湧水町）側の墓地に並んで建てられている。
  - 娘：御下（伊集院忠真室、島津久元室）〔母：実窓夫人〕

## 家臣・陪臣
- 赤崎丹後守
- 赤塚真賢
- 有川貞真
- 有馬純房
- 池田貞秀
- 池田千兵衛尉
- 伊集院久信
- 伊勢貞成
- 伊勢貞昌
- 伊丹師親
- 岩切善信
- 岩切信房
- 上野忠則
- 上井秀秋
- 上井里兼
- 上井兼政
- 頴娃久音
- 大山幸綱
- 大山綱宗
- 大山長光
- 大河平隆重
- 押川公近
- 柏木源藤
- 川上忠智
- 川上忠堅
- 川上忠兄
- 川上久智
- 川上久林
- 川上忠実
- 木脇祐昌
- 木脇祐秀
- 久保之盛
- 黒木実利
- 江夏友賢
- 後醍院宗重
- 五代友喜
- 五代友泰
- 佐谷田重正
- 酒瀬川武安
- 相良長継
- 相良長泰
- 敷根頼元
- 白坂昌棟
- 田尻但馬
- 中馬重方
- 帖佐宗光
- 長寿院盛淳
- 遠矢良賢
- 奈良原質
- 新納旅庵
- 橋口泰重
- 菱刈隆豊
- 広場重綱
- 本田親商
- 宮原景晴
- 村尾重侯
- 村尾重良
- 村尾重昌
- 毛利元房
- 矢野兼雲
- 山路種清
- 吉田清長
- 横山忠篤

## 関連作品
小説
- 徳永真一郎『島津義弘』（光文社文庫、1992年12月） ISBN 4334716296　(のち学陽書房人物文庫、2010年9月）ISBN 9784313752641
- 加野厚志『島津義弘』（PHP文庫、1996年12月） ISBN 456956965X
- 池宮彰一郎『島津奔る』上下巻（新潮文庫、2001年5月） 上巻 ISBN 4101408165 、下巻 ISBN 4101408173
- 江宮隆之『島津義弘』（学研M文庫、2004年5月）ISBN 4059011622
- 荒川佳夫『戦国維新 島津東征伝』全3巻（学研歴史群像新書、2004〜2006年） 第1巻 ISBN 4054026761 、第2巻 ISBN 4054028640 、第3巻 ISBN 4054030572
- 矢野隆「丸に十文字」（『決戦！関ヶ原』収録、講談社、2014年 / 講談社文庫、2017年）
- 今村翔吾「怪しく陽気な者たちと」（『戦国武将伝 西日本編』収録、PHP研究所、2023年）

テレビドラマ
- 『日曜史劇 脈』「萬人義塚」（KBS、1980年）演：ユ・ビョンハン
- 『関ヶ原』（TBS、1981年）演：大友柳太朗
- 『葵 徳川三代』（NHK大河ドラマ、2000年）演：麿赤児

映画
- 『関ヶ原』（2017年）演：麿赤児
- 『ノリャン -死の海-』（2023年）演：ペク・ユンシク